# آدام (فیلم آمریکایی ۲۰۱۹)
آدام (به انگلیسی: Adam) یک فیلم کمدی آمریکایی محصول سال ۲۰۱۹ به کارگردانی ریس ارنست، از فیلمنامه‌ای به قلم آریل شراگ است که براساس رمانی به همین نام از شرگ ساخته شده‌است. در این فیلم نیکلاس الکساندر، بابی منوز، لئو شنگ، کلوئی لوین و مارگارت کوالی بازی می‌کنند.
اولین نمایش این فیلم در جشنواره فیلم ساندنس در ۲۵ ژانویه ۲۰۱۹ بود؛ و در ۱۴ آگوست ۲۰۱۹، منتشر شد.

## داستان
یک نوجوان خجالتی و عصبی بنام آدام در آخرین سال دبیرستان تابستانی‌اش در نیویورک با خواهر بزرگتر خود، که بخشی از صحنه فعال یک نمایش  محلی لزبین و ترانس است. در این کمدی ایندی روی سن، آدام به همراه افراد اطرافش عشق، دوستی و حقایق سخت را کشف می‌کنند.